# Jes Struck
Jes Struck (ur. 29 listopada 1985 w Sydfalster) – duński wioślarz.

## Osiągnięcia
- Mistrzostwa Świata Juniorów – Ateny 2003 – czwórka podwójna – 9. miejsce[1].
- Mistrzostwa Świata U-23 – Amsterdam 2005 – czwórka podwójna – 13. miejsce[1].
- Mistrzostwa Świata U-23 – Glasgow 2007 – jedynka – 7. miejsce[1].
- Mistrzostwa Europy – Poznań 2007 – dwójka podwójna – 11. miejsce[1].
- Mistrzostwa Europy – Montemor-o-Velho 2010 – czwórka podwójna – 12. miejsce[1].